# Uhart-Mixe
Uhart-Mixe è un comune francese di 230 abitanti situato nel dipartimento dei Pirenei Atlantici nella regione della Nuova Aquitania.

## Società

### Evoluzione demografica
Abitanti censiti